# Gammaropsis shoemakeri
Gammaropsis shoemakeri är en kräftdjursart som beskrevs av Chris Conlan 1983. Gammaropsis shoemakeri ingår i släktet Gammaropsis och familjen Isaeidae. Inga underarter finns listade i Catalogue of Life.